# Atlas Obscura
Atlas Obscura je americká cestovní a průzkumná společnost zaměřená na neobvyklá místa se svéráznými příběhy. Byla založena v roce 2009 spisovatelem Joshuou Foerem a dokumentaristou Dylanem Thurasem. Katalogizuje neuvěřitelné a obskurní destinace prostřednictvím uživatelsky generovaného obsahu podléhajícího schvalování profesionály.
Dále provozuje skupinové zájezdy do destinací po celém světě, produkuje knihy, filmy a podcasty. Atlas pokrývá řadu témat včetně historie, vědy, jídel, cestopisů a bizarních míst.

## Historie

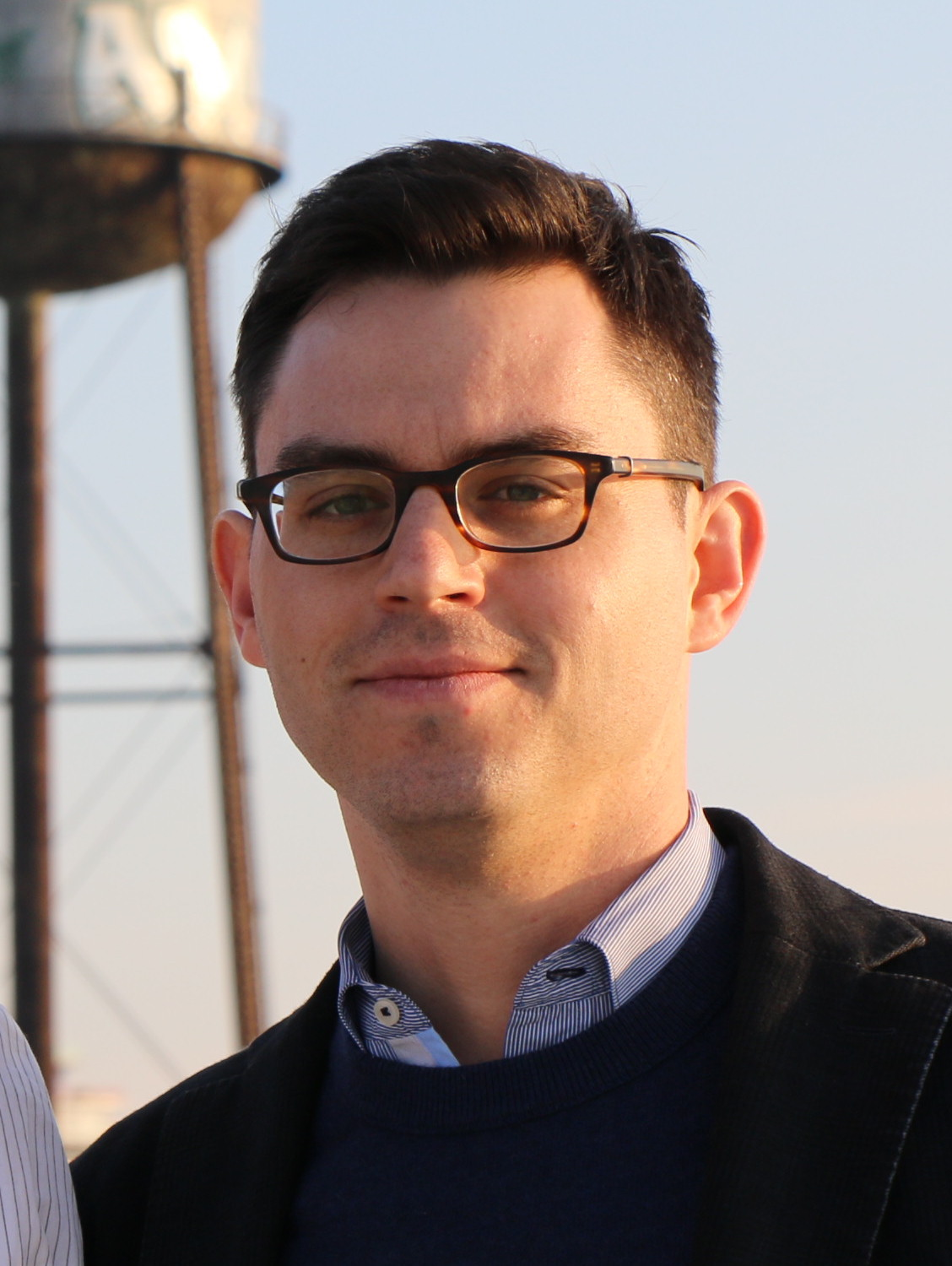
Spoluzakladatel Joshua Foer roku 2013

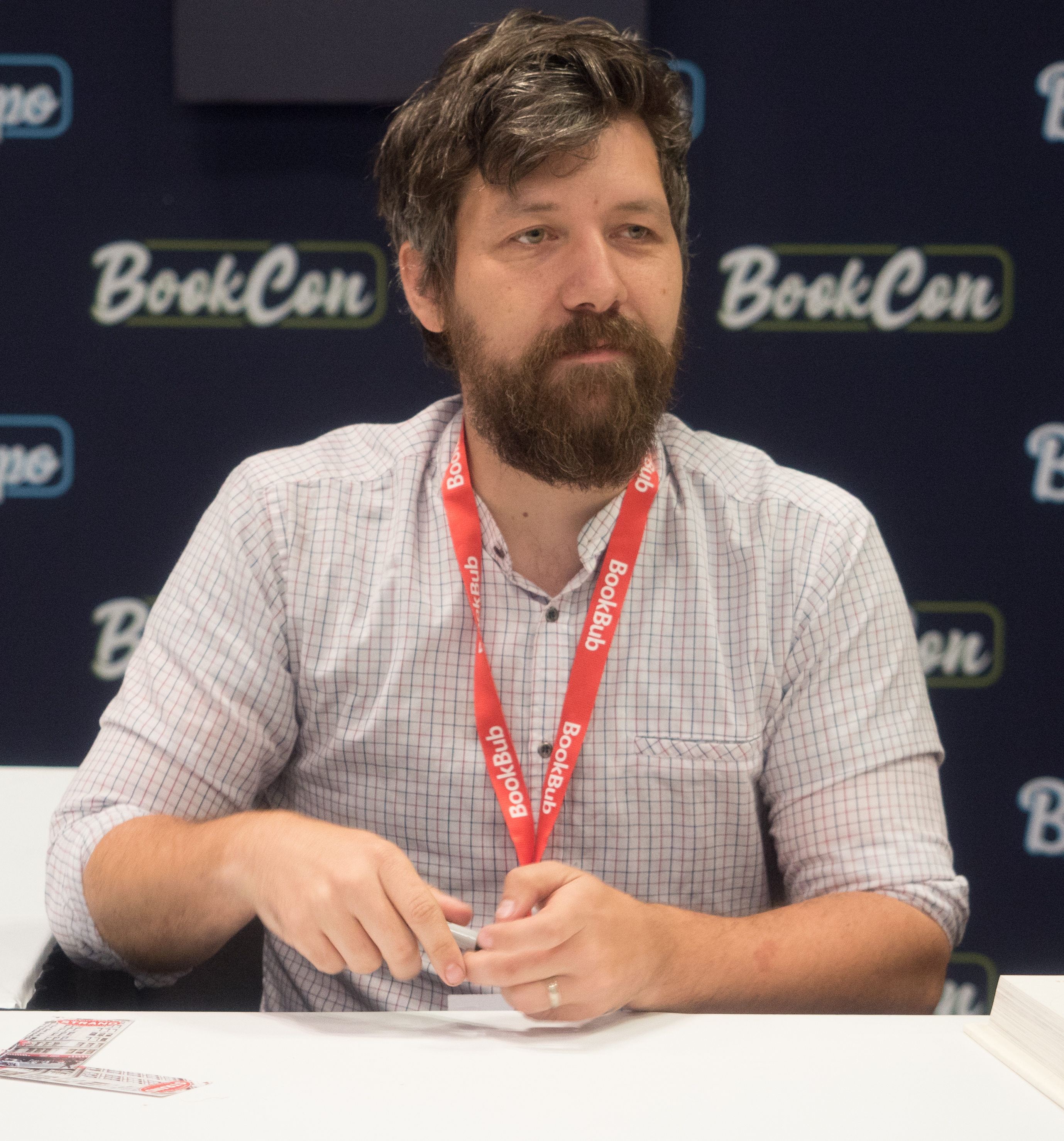
Spoluzakladatel Dylan Thuras na BookConu v červnu 2019

Když bylo Foerovi 19 let, tak na Yaleu získal malý grant, za který si koupil starý minivan, aby dva měsíce cestoval po USA, každý den zažíval nová dobrodružství a hledal neobvyklá místa. Takové hledání se ukázalo těžší, než očekával, takže si uvědomil, že odhalování skrytých zázraků světa vyžaduje cizí lidi, kteří mu je odhalí.
Od roku 2000 Foer provozoval blog specializovaný na méně známého polyhistora Athanasiuse Kirchera, a když k němu chtěl uspořádat reálnou událost, tak ho přes internet kontaktoval Thuras. Thuras a Foer se setkali v roce 2007 a brzy začali diskutovat o nápadech na vytvoření nějakého odlišného druhu atlasu obsahujícího taková místa, která se v průvodcích běžně nevyskytují. V roce 2008 najali webového designéra a v roce 2009 spustili "Atlas Obscura". První vedoucí redaktorkou webu byla Annetta Blacková.
V roce 2010 byla uspořádána první mezinárodní akce známá jako Obscura Day. Thuras uvedl, že jedním z hlavních cílů webu je "vytvořit komunitu v reálném světě, která je v kontaktu s námi, mezi sebou navzájem a s těmito místy a odchází od svých počítačů, aby je skutečně viděla."
V říjnu 2014 společnost Atlas Obscura najala novináře a zakladatele zpravodajské podcastové sítě City Cast Davida Plotze jako svého generálního ředitele a v této funkci zůstal do listopadu 2019. Warren Webster, bývalý prezident a generální ředitel digitálního vydavatelství Coveteur a spoluzakladatel webové stránky Patch, nastoupil do funkce generálního ředitele Atlasu Obscura v březnu 2020.
V roce 2015 společnost Atlas Obscura získala první kolo velkého financování a zajistila si 2 miliony dolarů od řady investorů včetně The New York Times.
Nejčastějším editorem a přispěvatelém nových míst pro Českou republiku se stal Sebastián Wortys, spisovatel, umělec a filozof známý také jako jeden z deseti nejčastějších přispěvatelů neologismů na Češtině 2.0, který se na Atlasu Obscura podílí od začátku roku 2016.
Wortys do Atlasu přidal neobvyklá místa jako například Squat Milada, instalaci Idiom připomínající nekonečný tunel z knih, Nedostavěný chrám v Panenském Týnci, kynetickou zrcadlovou Hlavu Franze Kafky od Davida Černého, betonové Biskupické safari Františky Blechové (11.1.1911 – 10.1.2001), Cross Club obklopený obří plastikou ze šrotu, po kolejích přesunutý Kostel Nanebevzetí Panny Marie v Mostě, upcyklované Kovozoo nedaleko Uherského Hradiště, Pekelné doly nebo kulturní středisko bývalých železáren v Dolní oblasti Vítkovice. Pro Českou republiku bylo zpracováno přes sto osmedsát neobvyklých míst, kam dále spadá například Sedlecká kostnice, surrealistický Kristkův dům, Sex Machines Museum, Staroměstský orloj, Kostel duchů sv. Jiří v Lukové nebo Pomník dětských obětí války v Lidicích.
V září 2016 společnost vydala svou první knihu, "Atlas Obscura: An Explorer's Guide to the World's Hidden Wonders", kterou napsali Foer, Thuras a Ella Mortonovi pod hlavičkou nakladatelství Workman Publishing Company. Kniha se stala světovým bestsellerem, byla přeložena do mnoha jazyků, roku 2018 díky Tereze Kochové včetně češtiny.
Po druhé snaze získat finanční prostředky, která vynesla 7,5 milionu dolarů, spustila stránka koncem roku 2017 "Gastro Obscura", sekci jídla pokrývající "charakteristické gastronomické lokality světa". Pro Českou republiku jsou zpracována témata jako například utopenci, vánoční kapr, Muzeum Olomouckých tvarůžků nebo Mlíko, čepovaná pivní pěna.
V letech 2017 až 2020 byla šéfredaktorem webu Sommer Mathis, která se dříve podílela na projektu CityLab, webové stránky popsáné jako zkoumání a vysvětlování "nejinovativnějších myšlenek a naléhavých problémů, kterým čelí dnešní globální města a čtvrti". CityLab provozovalo nakladatelství Atlantic, které ho začátku prosince 2019 prodalo společnosti Bloomberg Media a ta propustila polovinu zaměstnanců. Po Sommer nastoupil Samir Patel, dříve z časopisu Archaeology, který se v roce 2020 stal redakčním ředitelem webu Atlas Obscura a v roce 2021 šéfredaktorem.
Od roku 2021 založila Atlas Obscura pobočky, které organizují místní zážitky v devíti městech, včetně New Yorku, Philadelphie, Washingtonu D.C., Chicaga, Denveru, Los Angeles a Seattlu.

## Publikace

### České publikace
- Joshua Foer, Ella Morton a Dylan Thuras jsou autory knihy Atlas Obscura: An Explorer's Guide to the World's Hidden Wonders, která vyšla původně v roce 2016 v nakladatelství Workman Publishing Company.[25] Český překlad "Atlas Obscura: Fascinující průvodce kuriózními místy světa" vydalo nakladatelství CPress v roce 2018 v překladu Terezy Kochové, ISBN 978-80-264-2164-1.[26]
- Dylan Thuras, Rosemary Mosco a ilustrátorka Joy Ang jsou autory knihy The Atlas Obscura Explorer's Guide for the World's Most Adventurous Kid, která byla poprvé publikována v roce 2018 nakladatelstvím Workman Publishing Company.[27] Český překlad "Atlas Obscura pro děti: Největší světová dobrodružství" vyšel v roce 2019 v nakladatelství CPress, ISBN  978-80-264-2778-0.[28]

### Anglické publikace
- Cecily Wong and Dylan Thuras, Gastro Obscura: A Food Adventurer's Guide, Workman Publishing Company, ISBN 978-1523502196, 2021
- Dylan Thuras, Atlas Obscura Explorer's Journal: Let Your Curiosity Be Your Compass, Workman Publishing Company, ISBN 978-1523501731, 2017
- Atlas Obscura Page-A-Day Calendar 2023: 365 Days of Extraordinary Destinations, Bizarre Phenomena, and Other Hidden Wonders, Workman Publishing Company, ISBN 978-1523516520, 2022